# Quel movimento che mi piace tanto
Quel movimento che mi piace tanto è un film del 1976 diretto da Franco Rossetti.

## Trama
L'avvocato Fabrizio Siniscalchi, consigliato dal cugino Salvatore, decide di passare ad un partito della sinistra. Per fare questo deve però liberarsi della contessa Livia Bonoli-Serpieri, della quale è l'amante.

La contessa Livia e Anna

Vistasi scaricata in tutta fretta e per ragioni politiche, la nobildonna medita vendetta e cerca di metterla in atto, aiutata dall'amico marchese Cecco Ottobuoni, perdutamente innamorato e perennemente respinto da lei, che la mette in contatto con la nipote Anna, bisognosa di denaro, facendole credere che la ragazza sia una prostituta.
L'intenzione dei due aristocratici è di favorire una relazione della giovane con l'avvocato, allo scopo di creare uno scandalo che ne rovini la carriera politica. Ma il progetto non riesce, perché in breve tempo la ragazza si innamora realmente dell'uomo.
Durante un ricevimento di partito a cui partecipano anche l'avvocato e la ragazza, l'improvvisa comparizione della contessa e del marchese fanno sì che tutti i giochi vengano svelati: la situazione però si ribalta quando tutti i presenti non solo non si scandalizzano, ma anzi si complimentano con l'avvocato per la sua scelta di sposare una prostituta.
Per il marchese è l'occasione di vedere finalmente coronato il suo sogno con la contessa, che, dopo l'ennesimo tentativo di resistenza, cede.

## Produzione
Assistente alla regia del film è Carlo Verdone, alla sua seconda esperienza cinematografica in questa veste dopo 24 ore... non un minuto di più del 1973; aiuto regista è Riccardo Sesani.
Secondo Verdone, il titolo del film doveva essere Dimmi che illusione non è.

### Luoghi delle riprese
Il film è stato girato in gran parte a Siena e mostra molti punti culturali della città, tra cui: esterni a Piazza del Campo durante un recente Palio; il Duomo e l'adiacente scalinata di piazza San Giovanni; Porta Romana; la fontana di Fontebranda; il cortile dell'Accademia Musicale Chigiana; il Castellare degli Ugurgieri; via Banchi di Sopra (qui, all'interno del bar Nannini, fa la comparsata un giovane Carlo Verdone); l'ufficio di Siniscalchi (Giuffré) è in via del Capitano. Sono stati girati degli interni: nel Museo civico, dove sono mostrati in particolare gli affreschi del Buon Governo di Ambrogio Lorenzetti e la Maestà di Simone Martini; nella Sala degli specchi all'Accademia dei Rozzi; nella basilica di San Domenico; nella Biblioteca comunale degli Intronati. Durante il viaggio in automobile dei cugini Siniscalchi è inquadrata la cinta muraria di Monteriggioni.

## Colonna sonora
Le canzoni Risciò e Grande con te sono cantate da Daniela Davoli, con testi della stessa e musiche di Manuel De Sica.

## Censura
La pellicola uscì nei cinema dopo aver subito il taglio di 63 metri in un totale di 6 sequenze, di seguito elencate:
- Eliminazione della sequenza della reciproca masturbazione fra l'avvocato e la contessa;
- Eliminazione del campo lungo nella scena d'amore fra l'avvocato con l'elmo in testa e la contessa;
- Eliminazione, subito dopo la prima inquadratura della sequenza del primo coito tra l'avvocato e la mondana;
- Alleggerimento della sequenza del secondo coito tra l'avvocato e la mondana;
- Riduzione della scena del bagno della contessa con eliminazione della scena in cui la ragazza carezza i capezzoli della contessa;
- Eliminazione della scena in cui i due si baciano toccandosi con le lingue;

Il film venne inoltre vietato ai minori di 18 anni.
Le edizioni distribuite successivamente home-video ripristinano tutte le scene eliminate nella versione cinematografica. La versione trasmessa da Mediaset è quella cinematografica, con la presenza però della prima scena censurata, risultando più breve di 7 minuti rispetto alla versione integrale.

## Critica
(David Grieco, l'Unità, 28 gennaio 1976)
(Valerio Spiga, Il Resto del Carlino, 3 marzo 1976)